# Rick Wilkins
Rick Herbert Richard Wilkins (Hamilton, Ontario, 1 de febrero de 1937) es un compositor, director de orquesta y saxofonista tenor canadiense. Es conocido principalmente por su trabajo como arreglista. Ha trabajado extensamente para la CBC y la CTV organizando, ensayando y con frecuencia realizando música para programas de televisión y radio de música pop y espectáculos de variedades. Él sobre todo ha arreglado música para especiales de televisión con Julie Amato, Tommy Ambrose, Guido Basso, el Canadian Brass, Burton Cummings, Anne Murray y Wayne and Shuster entre otros. En el período 1976-1977 trabajó como director de música para la CBS en Los Ángeles, donde entre sus proyectos estaba dirigiendo música para una serie de especiales de los Jackson Five.
Nacido en Hamilton, (Ontario), Wilkins comenzó su carrera como saxofonista y arreglista en una orquesta de baile con Jack Ryan en la mitad de los años 1950. En 1957 se trasladó a Toronto, donde estudió en privado con Gordon Delamont y con Oscar Peterson y Phil Nimmons. Rápidamente se involucró en varias orquestas de baile de Toronto, incluyendo la banda de Benny Louis. En 1960 en el mundo del arreglo musical paraJack Kane y su orquesta con la CBC.
Él rápidamente se involucró con el arreglo y escritura de música para la CBC con la que estuvo trabajando muy activamente hasta los años 1990.
En 2002 fue nombrado miembro de la Orden de Canadá.